# François de Linares
François Jean Antonin Marie Amédée Gonzalez de Linares (Familienname auch Gonzalès de Linarès, * 7. Juli 1897 in Guérande; † 2. März 1955 in Baden-Baden) war ein französischer Heeresoffizier, zuletzt im Rang eines Général de corps d’armée. Während des Indochinakrieges war er Regionalbefehlshaber von Tonkin (Nordvietnam).

## Leben und Karriere

### Erster Weltkrieg und Zwischenkriegszeit
François Gonzalez de Linares entstammte einer ursprünglich spanischen, nun britisch-französischen Familie. Seine Eltern hatten in Indien, Frankreich und Kanada gelebt und besaßen die britische Staatsbürgerschaft. Er besuchte das Lycée Sainte-Geneviève (Ginette) in Versailles.
Während des Ersten Weltkrieges verpflichtete er sich 1916 beim französischen Heer. Er kämpfte als einfacher Soldat an der Westfront, qualifizierte sich für eine Offizierslaufbahn und besuchte – nachdem er die französische Staatsbürgerschaft angenommen hatte – 1916/17 die Offiziersschule Saint-Cyr (Jahrgang nº100). Im Anschluss war er erneut an der Westfront im Kampfeinsatz und wurde zweimal verwundet.
Nach Kriegsende war Linares zunächst als Ausbilder in Saint-Cyr tätig, schloss sich aber bereits im Herbst 1919 der Kolonialarmee in Französisch-Nordafrika an und diente bis 1924 in Marokko. Zurück im Mutterland absolvierte er die École supérieure de guerre. Anschließend war er von 1930 bis 1936 in Algerien als Kompagnieführer im Einsatz.

### Zweiter Weltkrieg
Nach Ausbruch des Zweiten Weltkrieges kommandierte Linares das 15. Alpenjäger-Bataillon (15e bataillon de chasseurs alpins) und war im Stab der 2. Armeegruppe (groupe d’armées nº 2) tätig.
Nach der Niederlage blieb er in Vichy-Diensten, beteiligte sich aber an einem Résistance-Netzwerk, das französische Kriegsgefangene – darunter General Giraud – bei der Flucht unterstützte. Im November 1942 floh er vor der Gestapo nach Nordafrika, wo kurz zuvor die Alliierten gelandet waren. In Algier schloss er sich den freifranzösischen Kräften unter General Giraud an, der ihn zum Chef seines Militärkabinetts machte. Mitte 1943 gehörte er der französischen Militärmission in London an. Im Herbst übernahm er das Kommando über das 3. Algerische Schützenregiment (3e régiment de tirailleurs algériens) und nahm mit diesem von Dezember 1943 bis August 1944 unter General Goislard de Monsabert am Italienfeldzug teil. Das Regiment zeichnete sich hier in der Schlacht um Monte Cassino aus und zählte zu den ersten alliierten Verbänden in Rom. Am 16./17. August 1944 landete Linares, inzwischen im Rang eines Obersts (colonel), mit seinem Regiment an der Côte d’Azur (Operation Dragoon) und beteiligte sich an der Einnahme von Toulon. Im September wurde er stellvertretender Stabschef der Armee B unter General Lattre de Tassigny. Dieser lernte Linares als effizienten Offizier und engen Vertrauten zu schätzen und förderte seine weitere Karriere: Bereits im November 1944 wurde Linares zum Brigadegeneral (général de brigade) befördert, im Februar 1945 wurde er Stabschef der nunmehr umbenannten 1. Armee (1re armée). Ende März stießen die französischen Truppen nach Süddeutschland vor. Im April wurde Linares zum Kommandeur der 2. Marokkanischen Infanteriedivision (2e division d’infanterie marocaine) ernannt. Bei Kriegsende befand er sich in Vorarlberg.
In der Nachkriegszeit übernahm Linares eine Reihe von Verwaltungspositionen, so leitete er zunächst eine Kommission zur Überarbeitung von Infanterie-Richtlinien und wurde im April 1946 Kommandeur der im Aufbau befindlichen 2. Infanteriedivision in Nancy. Im April 1948 wurde er Divisionsgeneral (général de division). Im März 1950 übernahm er das Kommando über die 3. Militärregion.

### Indochinakrieg
Auf Wunsch von General Lattre de Tassigny, seit kurzem Oberbefehlshaber im Indochinakrieg, reiste Linares Mitte Januar 1951 nach Indochina. Er übernahm hier als Nachfolger von General Boyer de Latour Anfang Februar das Kommando über die französischen Streitkräfte in Tonkin (Nordvietnam). Wie üblich wurde ihm gleichzeitig als Commissaire de la République auch die französische Zivilverwaltung der Region unterstellt.
In Nordvietnam waren die Franzosen infolge der katastrophalen Niederlage an der Route Coloniale 4 im Herbst 1950 in die Defensive geraten und versuchten nun das Delta des Roten Flusses gegen Vorstöße der Vietminh zu halten. Lattre de Tassigny gelang es, drei massive Vietminh-Offensiven (Vĩnh Yên im Januar, Mạo Khê im März, Sông Đáy im Mai/Juni 1951) erfolgreich abzuwehren und damit die Lage zu stabilisieren. An Krebs erkrankt gab er jedoch im November das Oberkommando auf und kehrte als sterbender Mann nach Frankreich zurück. Das Kommando über die zu diesem Zeitpunkt gerade angelaufene französische Offensive auf Hòa Bình fiel damit an Linares, der bis dahin weitestgehend im Schatten seines Vorgesetzten gestanden hatte. Die französischen Truppen hatten die Stadt Hòa Bình nahezu ohne Widerstand besetzen können, sahen sich nun aber schweren Gegenangriffen der Vietminh ausgesetzt, die versuchten die französischen Versorgungslinien zu unterbrechen. Für die Franzosen wurde es infolgedessen immer kostspieliger, die Route Coloniale 6 zwischen Hanoi und Hòa Bình offen zu halten. Der neu ernannte Indochina-Oberbefehlshaber, General Salan, gab schließlich im Januar 1952 den Befehl zum Rückzug aus Hòa Bình, da die eingesetzten Soldaten zur Sicherung des Deltas dringend benötigt wurden. Linares, inzwischen zum Armeekorpsgeneral (Général de corps d’armée) befördert, leitete daraufhin eine gestaffelte mehrwöchige Rückzugsoperation ein, die bis Ende Februar erfolgreich abgeschlossen wurde. Die aus Hòa Bình abgezogenen Truppen wurden anschließend gegen die Vietminh-Kräfte im Raum Thái Bình eingesetzt. Die sich dort im Einsatz befindliche 320. Vietminh-Division wurde von den französischen Verstärkungen überrascht und unter hohen Verlusten zurückgedrängt.
Auch unter dem Oberkommando von General Salan blieb Linares Tonkin-Regionalbefehlshaber. Von Juli bis September 1952 amtierte er zusätzlich als kommissarischer Oberbefehlshaber für ganz Indochina in Vertretung für den abwesenden Salan. Er setzte insgesamt kaum eigene Akzente und konzentrierte sich gezwungenermaßen auf die Verteidigung des kontrollierten Gebietes, etwa durch Förderung eines Wehrdorfprogramms, sowie den Aufbau der Vietnamesischen Nationalarmee. Gegenüber einem amerikanischen Regierungsvertreter gab er offen zu, dass die französischen Kräfte trotz überlegener Feuerkraft im Nachteil waren, da man einen Großteil der Soldaten zur Absicherung des Hinterlandes und wichtiger Infrastruktur (wie Straßen und Telegrafenleitungen) einsetzen musste, weshalb die viel flexibleren Vietminh den Kriegsverlauf bestimmten.
Nach dem Scheitern von Salans Offensivoperation Lorraine konnten die Franzosen immerhin Ende 1952 bei der Schlacht um Nà Sản einen Defensiverfolg erringen. Im Mai 1953 wurde Salan auf Wunsch der Pariser Regierung durch Henri Navarre ersetzt. Linares trat ebenfalls von seinem Kommando zurück und verließ Indochina. Sein Nachfolger in Tonkin wurde der deutlich aktiver agierende René Cogny.
Zurück in Frankreich wurde Linares im September 1953 Generalinspekteur der Infanterie (inspecteur général de l’Infanterie) und schließlich Anfang 1955 Mitglied des Obersten Kriegsrates (conseil supérieur de la guerre). Er starb jedoch bereits wenige Wochen später am 2. März 1955 im französischen Militärkrankenhaus in Baden-Baden im Alter von 57 Jahren an einer Krankheit.

### Ehrungen, Nachleben
François de Linares war unter anderem Träger des Großkreuzes der Ehrenlegion (Grand-croix de la Légion d’Honneur) sowie des Croix de guerre mit 16 Citations. Ehrenhalber erhielt er den Status Mort pour la France.
Mit seiner Frau Alix Pellaumail, die er 1923 geheiratet hatte, hatte er zehn Kinder.
Einer seiner Söhne, Stephen, diente ebenfalls in Marokko und Algerien und schließlich bei den Alpenjägern, wurde jedoch 1972 bei einem Trainings-Berglauf im Alter von 39 Jahren durch eine Gerölllawine getötet. Zu Ehren von Vater und Sohn wurde daraufhin der Jahrgang 1972–1974 der Offiziersschule Saint-Cy „de Linares“ genannt.
Der älteste Sohn, François junior, veröffentlichte die Erinnerungen seines Vaters in Buchform. So erschien im Jahr 2005 das Werk „Par les portes du Nord: la libération de Toulon et Marseille en 1944“ über die Landung in Südfrankreich, gefolgt von „Campagne d’Italie 1943-1944, Cassino, Rome, Sienne: l’affrontement des cinq armées“ über den Italienfeldzug im Jahr 2009.